# Haora (stad)
Haora of Howrah (Bengali: হাওড়া) is een industriële voorstad van de metropool Kolkata, in de Indiase staat West-Bengalen. De stad is het bestuurlijk centrum van het gelijknamige district Haora.  Volgens de Indiase volkstelling van 2011 had de stad 1.077.075 inwoners.
Haora is qua inwoners de tweede stad van West-Bengalen en wordt vaak beschouwd als de tweelingstad van Calcutta. Haora is met het oostelijk gelegen Calcutta verbonden door meerdere bruggen over de rivier de Hooghly, waarvan de Rabindra Setu (voor 1965 de Howray Bridge) de beroemdste is. Andere bruggen zijn de Vidyasagar Setu en de Vivekananda Setu.
Het station van Haora is het belangrijkste treinstation in Groot-Kolkata. Haora staat onder meer bekend vanwege de botanische tuinen die er in 1786 zijn aangelegd.

## Galerij

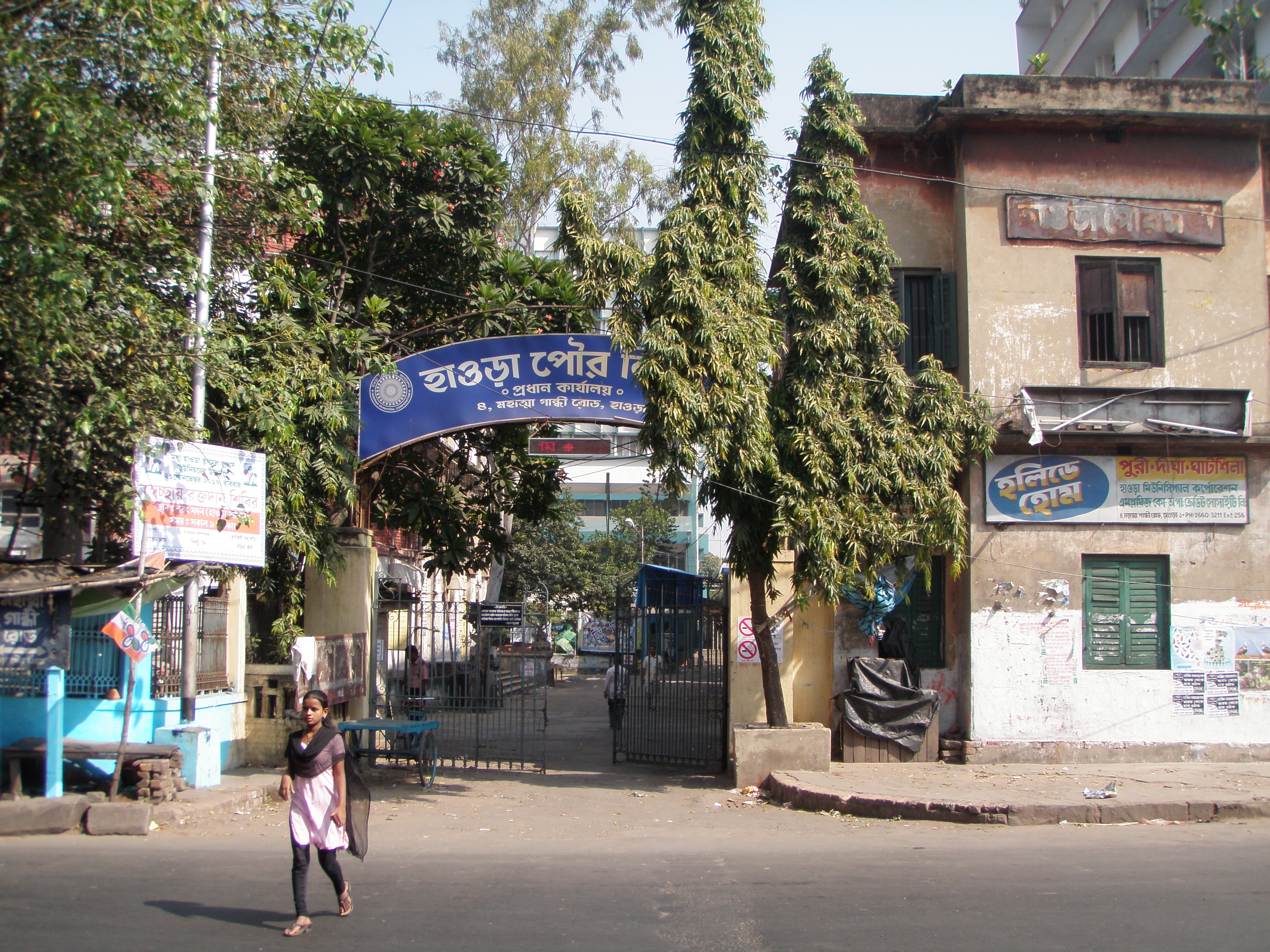
Straatbeeld in Haora
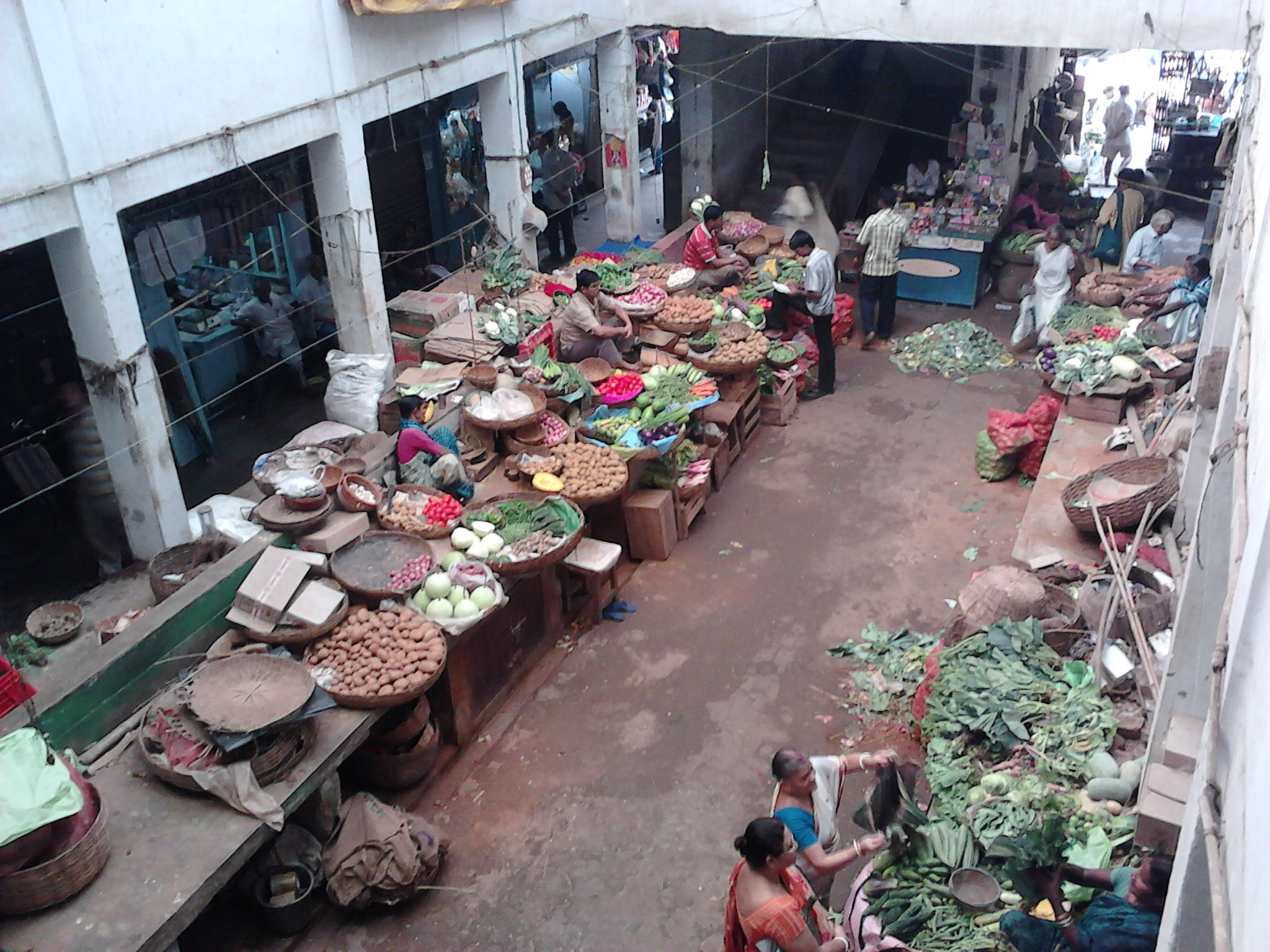
Supermarkt in Haora
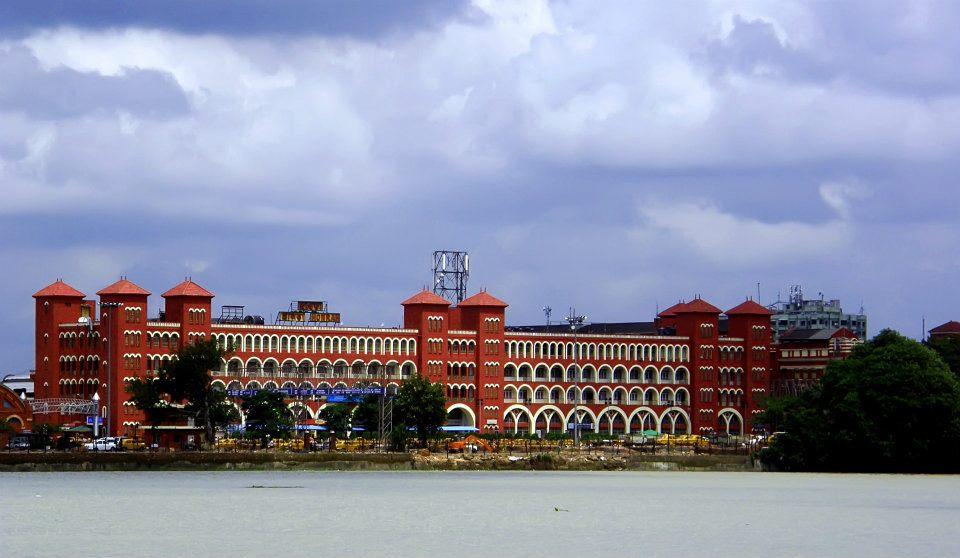
Station van Haora